# 宇治梓紗
宇治 梓紗（うじ あずさ、1989年 - ）は日本の国際政治経済学者。専門は環境問題、グローバル・ガバナンス。

## 略歴
- 2012年3月：京都大学法学部卒業。
- 2014年3月：京都大学大学院法学研究科法政理論専攻修士課程修了。修士（法学）。
- 2018年3月：京都大学大学院法学研究科法政理論専攻博士課程修了。博士（法学）。
- 2019年4月：京都大学大学院法学研究科特定助教。
- 2019年6月：京都大学大学院法学研究科講師。
- 2021年11月：京都大学大学院法学研究科准教授。

## 人物
小規模金採掘において水銀被害が起こる一つの要因として、労働基準の甘さを指摘しており、労働条件の改善をしなければならないとしている。

## 著作

### 単書
- 『環境条約交渉の政治学：なぜ水俣条約は合意に至ったのか』（有斐閣、2019年10月）

### 共著
- （（「国際金融制度のテキスト分析 ー IMFとAMROの国別報告書の比較」）鈴木基史（編）、飯田敬輔（編集））『国際関係研究の方法』（東京大学出版会、2021年9月）